# Prins Willem
El Prins Willem (en lengua española Príncipe Guillermo) fue el mayor buque en su momento de la Compañía holandesa de las Indias Orientales, (Verenigde Oostindische Compagnie o VOC en holandés), y su buque insignia.

## Historial
Fue construido en el año 1650 en Middelburg.
Al retornar de su primer viaje en 1652, durante la guerra con Inglaterra, fue modificado como buque de guerra, equipado en un primer momento con 32 cañones, ampliándose posteriormente hasta entre 40 y 60 cañones. En octubre del mismo año tomó parte en una batalla naval contra la flota inglesa. Cuando los daños recibidos en dicha batalla fueron reparados, retornó al servicio de la VOC, con la que realizó otros 17 viajes entre Zelanda y Batavia.
Mientras retornaba de Batavia, se vio sorprendido por una tormenta y se hundió cerca de la costa de Madagascar el 11 de febrero de 1662, con la pérdida de toda su tripulación.

## La réplica
Una réplica con el mismo nombre fue construida en el año 1985 en los Países Bajos, en el astillero de Makkum, Wûnseradiel, Frisia, para el parque temático Villa de Holanda, en Nagasaki (Japón). En 2003, retornó a Holanda, donde se convirtió en un centro de atracción turística.
La mañana del 30 de julio del año 2009, la réplica del histórico Prins Willem construida en 1985 fondeado en el puerto del Museo de Historia de Willemsoord, en la costa de Den Helder, situada en el norte de los Países Bajos, se incendió como consecuencia de un posible cortocircuito en su interior.